# Scicli

Ubicació de Scicli dins la província

Scicli (sicilià Scicli) és un municipi italià, situat a la regió de Sicília i a la província de Ragusa. L'any 2009 tenia 26.215 habitants. Limita amb els municipis de Modica i Ragusa.

## Administració
| Període | Identitat            | Partit      |
| ------- | -------------------- | ----------- |
| 2008-   | Giovanni Venticinque | Centredreta |

## Personatges il·lustres
- Giuseppe Drago, president de Sicília el 1998.